# Sophie von Stockau
Sophie von Stockau, křtěná Sophie Dorothea Karolína Marie česky Žofie ze Stockau (31. ledna 1834 Napajedla – 17. ledna 1877 Vídeň) byla rakouská šlechtična, dcera hraběte Georga Adolfa von Stockau.

## Biografie
Sophie von Stockau se narodila rodičům Jiřímu Adolfovi von Stockau a Františce z Fünfkirchenu. Jejími sourozenci byli Friedrich, Marie, Otto a Georg von Stockau.

### Manželství a potomstvo
Dne 23. července 1850 se v Napajedlech provdala za bána Josipa Jelačiče Bužimského, který byl otcovým vojenským druhem. V roce 1854 se jim narodila dcera Anna, která v následujícím roce zemřela. V roce 1859 ovdověla. Ještě v témže roce se provdala za hraběte Adolfa Dubského z Třebomyslic. Z manželství pocházely 3 děti:
- 1. Marie Gislinda Žofie (26. 10. 1864 Vídeň – 17. 4. 1926 Brno), manž. 1885 Filip Arnošt Kinský (31. 5. 1861 Sloup v Čechách – 8. 4. 1939 Morkovice), c. k. komoří a poslanec Moravského zemského sněmu

- 2. Viktor František Dubský z Třebomyslic (28. 7. 1868 – 13. 12. 1932 Zdislavice)
- 3. Evžen August Adolf Dubský z Třebomyslic (2. 10. 1869 – 1885).[6][7]

Zemřela v roce 1877. Její druhý manžel nechal část zámku ve Zdislavicích pojmenovat po své manželce Sofii – Pavilon Sofie.